# Гереженівка
Гереже́нівка — село в Україні, в Уманському районі Черкаської області, у складі Дмитрушківської сільської громади. Розташоване на обох берегах річки Уманка (притока Ятрані) за 9 км на схід від міста Умань. Через село проходить автошлях Н16. Населення становить 778 чоловік.

## Історія
Під час Голодомору 1932—1933 років, тільки за офіційними даними, від голоду померло 904 мешканця села.

## Населення

### Мова
Розподіл населення за рідною мовою за даними перепису 2001 року:
| Мова            | Кількість | Відсоток |
| --------------- | --------- | -------- |
| українська      | 762       | 97.94%   |
| російська       | 9         | 1.16%    |
| румунська       | 5         | 0.64%    |
| вірменська      | 1         | 0.13%    |
| інші/не вказали | 1         | 0.13%    |
| Усього          | 778       | 100%     |